# آلامية غارية الورق
آلامية غارية الورق أو ليمون الماء أو زهرة العسل الجامايكية (الاسم العلمي Passiflora laurifolia)، جنبة عارشة معمرة متوسطة النشط. أوراقها غارية الشكل. أزهارها كبيرة القد، جميلة الألوان الزاهية المتراكبة ثمارها بيضية صغيرة الحجم، لونها إلى الصفار الكبريتي جذورها طبية تحوي بعض المواد الجحالية الفعالة.